# Atyphella inconspicua
Atyphella inconspicua is een keversoort uit de familie glimwormen (Lampyridae). De wetenschappelijke naam van de soort werd voor het eerst geldig gepubliceerd in 1921 door Lea.